# Хелмер Хермандсен
Са Хелмер Хермандсен (норв. Hellmer Hermandsen; Løten, 13. септембар 1866 — Brumunddal, 19. март 1958) био је норвешки стрелац војничком (ВК) пушком, учесник стрељачких такмичења на преласку из 19 ог у 20. век. Са репрезнтацијом Норвешке учествовао је на Олимпијским играма 1900. у Паризу и у дисциплини ВК пушка тростав 300 метара екипно освојио је сребрну медаљу. У екипи су били: Оле Естмо 917, Хелмер Хермандсен 878, Том Себерг 848, Оле Сетер 830 и Олаф Фриденлунд 817, који су укупно погодили 4.290 кругова.
Хелмер Хермандсен је учествовао у још четири дисциплине и остварио следеће резултате:
- 300 м ВК пушка стојећи став — 9 место, 280 кругова;
- 300 м ВК пушка клечећи став — =13 место, 290 кругова;
- 300 м ВК пушка лежечи став — =10 место, 308 кругова;
- 300 м ВК пушка тростав појединачно — 13 место са 878 кругова. од могућих 1.200.

Пошто су се у олимпијској години резултати такмичења у стрељаштву рачунали и за Светско првенство у стрељаштву за 1900. Хелмер Хермандсен је аутомаски друголасирани и на светском првенству у истој дисциплини као и на Играма.